# Krukt piligyna
Krukt piligyna là một loài nhện trong họ Zoropsidae.
Loài này thuộc chi Krukt. Krukt piligyna được Raven & Stumkat miêu tả năm 2005.